# 2022–2023-as angol labdarúgó-bajnokság (másodosztály)
A 2022–2023-as angol labdarúgó-bajnokság az angol másodosztály történetének 31. szezonja volt a jelenlegi lebonyolítás szerint.

## Csapatok

### Csapatváltozások
| A Championshipbe                                 | A Championshipbe                   | A Championshipből                          | A Championshipből                               |
| Feljutott a harmadosztályból                     | Kiesett a Premier League-ből       | Feljutott a Premier League-be              | Kiesett a harmadosztályba                       |
| ------------------------------------------------ | ---------------------------------- | ------------------------------------------ | ----------------------------------------------- |
| - Wigan Athletic - Rotherham United - Sunderland | - Burnley - Watford - Norwich City | - Fulham - Bournemouth - Nottingham Forest | - Peterborough United - Derby County - Barnsley |

### Stadionok és adatok
| Csapat               | Város                     | Stadion                         | Befogadóképesség |
| -------------------- | ------------------------- | ------------------------------- | ---------------- |
| Birmingham City      | Birmingham                | St Andrew’s                     | 29 409           |
| Blackburn Rovers     | Blackburn                 | Ewood Park                      | 31 367           |
| Blackpool            | Blackpool                 | Bloomfield Road                 | 17 338           |
| Bristol City         | Bristol                   | Ashton Gate Stadion             | 27 000           |
| Burnley              | Burnley                   | Turf Moor                       | 21 944           |
| Cardiff City         | Cardiff                   | Cardiff City Stadion            | 33 280           |
| Coventry City        | Coventry                  | Coventry Building Society Arena | 32 609           |
| Huddersfield Town    | Huddersfield              | Kirklees Stadion                | 24 121           |
| Hull City            | Kingston upon Hull        | MKM Stadion                     | 25 400           |
| Luton Town           | Luton                     | Kenilworth Road                 | 10 356           |
| Middlesbrough        | Middlesbrough             | Riverside Stadion               | 34 742           |
| Millwall             | London (South Bermondsey) | The Den                         | 20 146           |
| Norwich City         | Norwich                   | Carrow Road                     | 27 244           |
| Preston North End    | Preston                   | Deepdale                        | 23 404           |
| Queens Park Rangers  | London (White City)       | Loftus Road                     | 18 439           |
| Reading              | Reading                   | Madejski Stadion                | 24 161           |
| Rotherham United     | Rotherham                 | New York Stadion                | 12 021           |
| Sheffield United     | Sheffield                 | Bramall Lane                    | 32 050           |
| Stoke City           | Stoke-on-Trent            | bet365 Stadion                  | 30 089           |
| Sunderland           | Sunderland                | Stadium of Light                | 49 000           |
| Swansea City         | Swansea                   | Swansea.com Stadion             | 21 088           |
| Watford              | Watford                   | Vicarage Road                   | 22 200           |
| West Bromwich Albion | West Bromwich             | The Hawthorns                   | 26 850           |
| Wigan Athletic       | Wigan                     | DW Stadion                      | 25 138           |

### Áttekintés
| Csapat               | Menedzser          | Csapatkapitány   | Mezgyártó   | Szponzor (mellkas)                                                       | Szponzor (hát)                                              | Nadrág szponzor                                                     |
| -------------------- | ------------------ | ---------------- | ----------- | ------------------------------------------------------------------------ | ----------------------------------------------------------- | ------------------------------------------------------------------- |
| Birmingham City      | John Eustace       | Troy Deeney      | Nike        | BoyleSports                                                              | Impact                                                      | amglogistics.co.uk                                                  |
| Blackburn Rovers     | Jon Dahl Tomasson  | Lewis Travis     | Macron      | Totally Wicked                                                           | Watson Ramsbottom Solicitors                                | Nincs                                                               |
| Blackpool            | Stephen Dobbiemb.  | Chris Maxwell    | Puma        | Utilita                                                                  | Visit Blackpool                                             | simPRO                                                              |
| Bristol City         | Nigel Pearson      | Andreas Weimann  | Hummel      | Huboo                                                                    | Nincs                                                       | Digital NRG                                                         |
| Burnley              | Vincent Kompany    | Jack Cork        | Umbro       | Classic Football Shirts (hazai és harmadik) EMA Equity Partners (vendég) | Vertu Motors                                                | Nincs                                                               |
| Cardiff City         | Sabri Lamouchi     | Joe Ralls        | New Balance | Tourism Malaysia                                                         | Nincs                                                       | Nincs                                                               |
| Coventry City        | Mark Robins        | Liam Kelly       | Hummel      | BoyleSports                                                              | XL Motors                                                   | G&R Scaffolding                                                     |
| Huddersfield Town    | Neil Warnock       | Jonathan Hogg    | Umbro       | Utilita                                                                  | SportsBroker                                                | The Skinny Food Co                                                  |
| Hull City            | Liam Rosenior      | Lewie Coyle      | Umbro       | Corendon Airlines                                                        | Nincs                                                       | Tomya                                                               |
| Luton Town           | Rob Edwards        | Sonny Bradley    | Umbro       | Utilita (hazai) Star Platforms (vendég) Ryebridge (harmadik)             | Toureen Group (hazai) Utilita (harmadik és vendég)          | MuscleSquad                                                         |
| Middlesbrough        | Michael Carrick    | Jonny Howson     | Erreà       | Unibet                                                                   | Host and Stay                                               | Cornerstone Business Solutions                                      |
| Millwall             | Gary Rowett        | Shaun Hutchinson | Hummel      | Huski Chocolate                                                          | Masons Scaffolding                                          | Wiggett Group                                                       |
| Norwich City         | David Wagner       | Grant Hanley     | Joma        | Lotus Cars                                                               | AEC Illuminazione                                           | War Paint for Men                                                   |
| Preston North End    | Ryan Lowe          | Alan Browne      | Nike        | PAR Group                                                                | PAR Group                                                   | Nincs                                                               |
| Queens Park Rangers  | Gareth Ainsworth   | Stefan Johansen  | Erreà       | Convivia                                                                 | CopyBet                                                     | Ground Construction Limited                                         |
| Reading              | Noel Huntmb.       | Andy Yiadom      | Macron      | Select Car Leasing                                                       | Rapidz                                                      | RSSL                                                                |
| Rotherham United     | Matt Taylor        | Richard Wood     | Puma        | IPM Group (hazai) Asura Financial Technologies (vandég és harmadik)      | Garner UK (hazai) KCM Waste Management (vandég és harmadik) | Mears Group                                                         |
| Sheffield United     | Paul Heckingbottom | Billy Sharp      | Erreà       | Randox                                                                   | Ultimate Champions                                          | Nincs                                                               |
| Stoke City           | Alex Neil          | Lewis Baker      | Macron      | bet365                                                                   | Nincs                                                       | Nincs                                                               |
| Sunderland           | Tony Mowbray       | Corry Evans      | Nike        | Spreadex Sports                                                          | Vertu Motors                                                | Nincs                                                               |
| Swansea City         | Russell Martin     | Matt Grimes      | Joma        | Westacres (hazai) Swansea-i Egyetem (vendég) Owens Group (harmadik)      | Swansea Building Society                                    | The Travel House (hazai) DWJ Wealth Management (vendég és harmadik) |
| Watford              | Chris Wilder       | Tom Cleverley    | Kelme       | Stake.com                                                                | Corpay                                                      | Nincs                                                               |
| West Bromwich Albion | Carlos Corberán    | Jake Livermore   | Puma        | Ideal Heating                                                            | Nincs                                                       | Nincs                                                               |
| Wigan Athletic       | Shaun Maloney      | Tendayi Darikwa  | Puma        | Big Help Project (hazai és vendég) EPIC.gi (harmadik)                    | Nincs                                                       | Nincs                                                               |

## Tabella
| Hely. | Csapat               | M  | Gy | D  | V  | G+ | G– | Gk  | P   | Feljutás, továbbjutás vagy kiesés      |
| ----- | -------------------- | -- | -- | -- | -- | -- | -- | --- | --- | -------------------------------------- |
| 1.    | Burnley (B, F)       | 46 | 29 | 14 | 3  | 87 | 35 | +52 | 101 | Feljut a Premier League-be             |
| 2.    | Sheffield United (F) | 46 | 28 | 7  | 11 | 73 | 39 | +34 | 91  | Feljut a Premier League-be             |
| 3.    | Luton Town (X)       | 46 | 21 | 17 | 8  | 57 | 39 | +18 | 80  | Szereplés a Championship rájátszásában |
| 4.    | Middlesbrough (X)    | 46 | 22 | 9  | 15 | 84 | 56 | +28 | 75  | Szereplés a Championship rájátszásában |
| 5.    | Coventry City (X)    | 46 | 18 | 16 | 12 | 58 | 46 | +12 | 70  | Szereplés a Championship rájátszásában |
| 6.    | Sunderland (X)       | 46 | 18 | 15 | 13 | 68 | 55 | +13 | 69  | Szereplés a Championship rájátszásában |
| 7.    | Blackburn Rovers     | 46 | 20 | 9  | 17 | 52 | 54 | −2  | 69  |                                        |
| 8.    | Millwall             | 46 | 19 | 11 | 16 | 57 | 50 | +7  | 68  |                                        |
| 9.    | West Bromwich Albion | 46 | 18 | 12 | 16 | 59 | 53 | +6  | 66  |                                        |
| 10.   | Swansea City         | 46 | 18 | 12 | 16 | 68 | 64 | +4  | 66  |                                        |
| 11.   | Watford              | 46 | 16 | 15 | 15 | 56 | 53 | +3  | 63  |                                        |
| 12.   | Preston North End    | 46 | 17 | 12 | 17 | 45 | 59 | −14 | 63  |                                        |
| 13.   | Norwich City         | 46 | 17 | 11 | 18 | 57 | 54 | +3  | 62  |                                        |
| 14.   | Bristol City         | 46 | 15 | 14 | 17 | 55 | 56 | −1  | 59  |                                        |
| 15.   | Hull City            | 46 | 14 | 16 | 16 | 51 | 61 | −10 | 58  |                                        |
| 16.   | Stoke City           | 46 | 14 | 11 | 21 | 55 | 54 | +1  | 53  |                                        |
| 17.   | Birmingham City      | 46 | 14 | 11 | 21 | 47 | 58 | −11 | 53  |                                        |
| 18.   | Huddersfield Town    | 46 | 14 | 11 | 21 | 47 | 62 | −15 | 53  |                                        |
| 19.   | Rotherham United     | 46 | 11 | 17 | 18 | 49 | 60 | −11 | 50  |                                        |
| 20.   | Queens Park Rangers  | 46 | 13 | 11 | 22 | 44 | 71 | −27 | 50  |                                        |
| 21.   | Cardiff City         | 46 | 13 | 10 | 23 | 41 | 58 | −17 | 49  |                                        |
| 22.   | Reading (K)          | 46 | 13 | 11 | 22 | 46 | 68 | −22 | 44  | Kiesik a League One-ba                 |
| 23.   | Blackpool (K)        | 46 | 11 | 11 | 24 | 48 | 72 | −24 | 44  | Kiesik a League One-ba                 |
| 24.   | Wigan Athletic (K)   | 46 | 10 | 15 | 21 | 38 | 65 | −27 | 42  | Kiesik a League One-ba                 |

1. ↑  A Readingtől levontak 6 pontot üzleti szabálysértések miatt.[22]
2. ↑  A Wigan Athletictől levontak 3 pontot, amiért nem fizették munkavállalóikat időben.[23]

## Eredmények
| Hazai \ Vendég       | BIR | BLB | BLP | BRC | BUR | CAR | COV | HUD | HUL | LUT | MID | MIL | NOR | PNE | QPR | REA | ROT | SHU | STO | SUN | SWA | WAT | WBA | WIG |
| -------------------- | --- | --- | --- | --- | --- | --- | --- | --- | --- | --- | --- | --- | --- | --- | --- | --- | --- | --- | --- | --- | --- | --- | --- | --- |
| Birmingham City      | —   | 1–0 | 0–1 | 3–0 | 1–1 | 0–2 | 0–0 | 2–1 | 0–1 | 0–1 | 1–3 | 0–0 | 1–2 | 1–2 | 2–0 | 3–2 | 2–0 | 1–2 | 0–0 | 1–2 | 2–2 | 1–1 | 2–0 | 0–1 |
| Blackburn Rovers     | 2–1 | —   | 1–0 | 2–3 | 0–1 | 1–0 | 1–1 | 1–0 | 0–0 | 1–1 | 1–2 | 2–1 | 0–2 | 1–4 | 1–0 | 2–1 | 3–0 | 1–0 | 0–1 | 2–0 | 1–0 | 2–0 | 2–1 | 0–0 |
| Blackpool            | 0–0 | 0–1 | —   | 3–3 | 0–0 | 1–3 | 1–4 | 2–2 | 1–3 | 0–1 | 0–3 | 2–3 | 0–1 | 4–2 | 6–1 | 1–0 | 0–0 | 1–2 | 1–0 | 1–1 | 0–1 | 3–1 | 0–2 | 1–0 |
| Bristol City         | 4–2 | 1–1 | 2–0 | —   | 1–2 | 2–0 | 0–0 | 2–0 | 1–0 | 2–0 | 2–2 | 1–2 | 1–0 | 2–1 | 1–2 | 1–1 | 2–1 | 0–1 | 1–2 | 2–3 | 1–1 | 0–0 | 0–2 | 1–1 |
| Burnley              | 3–0 | 3–0 | 3–3 | 2–1 | —   | 3–0 | 1–0 | 4–0 | 1–1 | 1–1 | 3–1 | 2–0 | 1–0 | 3–0 | 1–2 | 2–1 | 3–2 | 2–0 | 1–1 | 0–0 | 4–0 | 1–1 | 2–1 | 3–0 |
| Cardiff City         | 1–0 | 1–0 | 1–1 | 2–0 | 1–1 | —   | 0–1 | 1–2 | 2–3 | 1–2 | 1–3 | 0–1 | 1–0 | 0–0 | 0–0 | 1–0 | 1–0 | 0–1 | 1–1 | 0–1 | 2–3 | 1–2 | 1–1 | 1–1 |
| Coventry City        | 2–0 | 1–0 | 1–2 | 1–1 | 0–1 | 0–0 | —   | 2–0 | 1–1 | 1–1 | 1–0 | 1–0 | 2–4 | 0–1 | 2–0 | 2–1 | 2–2 | 1–0 | 0–4 | 2–1 | 3–3 | 2–2 | 1–0 | 2–0 |
| Huddersfield Town    | 2–1 | 2–2 | 0–1 | 0–0 | 0–1 | 1–0 | 0–4 | —   | 2–0 | 1–2 | 4–2 | 1–0 | 1–1 | 0–1 | 1–1 | 2–0 | 2–0 | 1–0 | 3–1 | 0–2 | 0–0 | 0–2 | 2–2 | 1–2 |
| Hull City            | 0–2 | 0–1 | 1–1 | 2–1 | 1–3 | 1–0 | 3–2 | 1–1 | —   | 0–2 | 1–3 | 1–0 | 2–1 | 0–0 | 3–0 | 1–2 | 0–0 | 0–2 | 0–3 | 1–1 | 1–1 | 1–0 | 2–0 | 2–1 |
| Luton Town           | 0–0 | 2–0 | 3–1 | 1–0 | 0–1 | 1–0 | 2–2 | 3–3 | 0–0 | —   | 2–1 | 2–2 | 2–1 | 0–1 | 3–1 | 0–0 | 1–1 | 1–1 | 1–0 | 1–1 | 1–0 | 2–0 | 2–3 | 1–2 |
| Middlesbrough        | 1–0 | 1–2 | 3–0 | 1–1 | 1–2 | 2–3 | 1–1 | 0–0 | 3–1 | 2–1 | —   | 1–0 | 5–1 | 4–0 | 3–1 | 5–0 | 0–0 | 2–2 | 1–1 | 1–0 | 2–1 | 2–0 | 1–1 | 4–1 |
| Millwall             | 0–1 | 3–4 | 2–1 | 0–0 | 1–1 | 2–0 | 3–2 | 0–1 | 0–0 | 0–0 | 2–0 | —   | 2–3 | 2–0 | 0–2 | 0–1 | 3–0 | 3–2 | 2–0 | 1–1 | 2–1 | 3–0 | 2–1 | 1–1 |
| Norwich City         | 3–1 | 0–2 | 0–1 | 3–2 | 0–3 | 2–0 | 3–0 | 2–1 | 3–1 | 0–1 | 1–2 | 2–0 | —   | 2–3 | 0–0 | 1–1 | 0–0 | 0–1 | 3–1 | 0–1 | 0–3 | 0–1 | 1–1 | 1–1 |
| Preston North End    | 0–1 | 1–1 | 3–1 | 1–2 | 1–1 | 2–0 | 0–0 | 1–2 | 0–0 | 1–1 | 2–1 | 2–4 | 0–4 | —   | 0–1 | 2–1 | 0–0 | 0–2 | 0–2 | 0–3 | 1–0 | 0–0 | 1–0 | 2–1 |
| Queens Park Rangers  | 0–1 | 1–3 | 0–1 | 0–2 | 0–3 | 3–0 | 0–3 | 1–2 | 3–1 | 0–3 | 3–2 | 1–2 | 1–1 | 0–2 | —   | 2–1 | 1–1 | 1–1 | 0–0 | 0–3 | 1–1 | 1–0 | 0–1 | 2–1 |
| Reading              | 1–1 | 3–0 | 3–1 | 2–0 | 0–0 | 2–1 | 1–0 | 3–1 | 1–1 | 1–1 | 1–0 | 0–1 | 1–1 | 1–2 | 2–2 | —   | 2–1 | 0–1 | 2–1 | 0–3 | 2–1 | 2–2 | 0–2 | 1–1 |
| Rotherham United     | 2–0 | 4–0 | 3–0 | 1–3 | 2–2 | 1–2 | 0–2 | 2–1 | 2–4 | 0–2 | 1–0 | 1–1 | 1–2 | 1–2 | 3–1 | 4–0 | —   | 0–0 | 2–2 | 2–1 | 1–1 | 1–1 | 3–1 | 0–2 |
| Sheffield United     | 1–1 | 3–0 | 3–3 | 1–0 | 5–2 | 4–1 | 3–1 | 1–0 | 1–0 | 0–1 | 1–3 | 2–0 | 2–2 | 4–1 | 0–1 | 4–0 | 0–1 | —   | 3–1 | 2–1 | 3–0 | 1–0 | 2–0 | 1–0 |
| Stoke City           | 1–2 | 3–2 | 2–0 | 1–2 | 0–1 | 2–2 | 0–2 | 3–0 | 0–0 | 2–0 | 2–2 | 0–1 | 0–0 | 0–1 | 0–1 | 4–0 | 0–1 | 3–1 | —   | 0–1 | 1–1 | 0–4 | 1–2 | 0–1 |
| Sunderland           | 2–1 | 2–1 | 0–0 | 1–1 | 2–4 | 0–1 | 1–1 | 1–1 | 4–4 | 1–1 | 2–0 | 3–0 | 0–1 | 0–0 | 2–2 | 1–0 | 3–0 | 1–2 | 1–5 | —   | 1–3 | 1–2 | 2–2 | 2–1 |
| Swansea City         | 3–4 | 0–3 | 2–1 | 2–0 | 1–2 | 2–0 | 0–0 | 1–0 | 3–0 | 0–2 | 1–3 | 2–2 | 0–1 | 4–2 | 1–0 | 3–2 | 1–1 | 0–1 | 1–3 | 2–1 | —   | 4–0 | 3–2 | 2–2 |
| Watford              | 3–0 | 1–1 | 2–0 | 2–0 | 1–0 | 1–3 | 0–1 | 2–3 | 0–0 | 4–0 | 2–1 | 0–2 | 2–1 | 0–0 | 2–3 | 2–0 | 1–1 | 1–0 | 2–0 | 2–2 | 1–2 | —   | 3–2 | 1–1 |
| West Bromwich Albion | 2–3 | 1–1 | 1–0 | 0–2 | 1–1 | 0–0 | 1–0 | 1–0 | 5–2 | 0–0 | 2–0 | 0–0 | 2–1 | 2–0 | 2–2 | 1–0 | 3–0 | 0–2 | 2–0 | 1–2 | 2–3 | 1–1 | —   | 1–0 |
| Wigan Athletic       | 1–1 | 1–0 | 2–1 | 1–1 | 1–5 | 1–3 | 1–1 | 1–0 | 1–4 | 0–2 | 1–4 | 2–1 | 0–0 | 0–0 | 1–0 | 0–1 | 0–0 | 1–2 | 0–1 | 1–4 | 0–2 | 0–1 | 1–1 | —   |

## Rájátszás
|  | Elődöntők | Elődöntők     | Elődöntők | Elődöntők     | Elődöntők |   |   | Döntő      | Döntő | Döntő |  |
|  |           |               |           |               |           |   |   |            |       |       |  |
|  | 3         | Luton Town    | 1         | 2             | 3         |   |   |            |       |       |  |
|  | 3         | Luton Town    | 1         | 2             | 3         |   |   |            |       |       |  |
|  | 6         | Sunderland    | 2         | 0             | 2         |   |   |            |       |       |  |
|  | 6         | Sunderland    | 2         | 0             | 2         |   | 3 | Luton Town | 1 (6) |       |  |
|  |           |               |           |               |           |   | 3 | Luton Town | 1 (6) |       |  |
|  |           |               | 5         | Coventry City | 1 (5)     |   |   |            |       |       |  |
|  | 4         | Middlesbrough | 5         | Coventry City | 1 (5)     | 0 | 0 | 0          |       |       |  |
|  | 4         | Middlesbrough |           |               |           |   |   | 0          |       |       |  |
|  | 5         | Coventry City | 0         | 1             | 1         |   |   |            |       |       |  |

### Elődöntők
| 2023. május 13. 18:30 (CET) |

| Sunderland        | 2–1         | Luton Town  |
| ----------------- | ----------- | ----------- |
| Amad 39' Hume 63' | Jegyzőkönyv | Adebayo 11' |

| Stadium of Light, Sunderland Nézőszám: 46 060 Játékvezető: Tim Robinson |

| 2023. május 16. 21:00 (CET) |

| Luton Town           | 2–0         | Sunderland |
| -------------------- | ----------- | ---------- |
| Osho 10' Lockyer 43' | Jegyzőkönyv |            |

| Kenilworth Road, Luton Nézőszám: 10 013 Játékvezető: Simon Hooper |

| 2023. május 14. 13:00 (CET) |

| Coventry City | 0–0         | Middlesbrough |
| ------------- | ----------- | ------------- |
|               | Jegyzőkönyv |               |

| Coventry Building Society Arena, Coventry Nézőszám: 28 874 Játékvezető: Robert Madley |

| 2023. május 17. 21:00 (CET) |

| Middlesbrough | 0–1               | Coventry City |
| ------------- | ----------------- | ------------- |
|               | (0–0) Jegyzőkönyv | Hamer 57'     |

| Riverside Stadion, Middlesbrough Nézőszám: 32 154 Játékvezető: David Coote |

### Döntő
| 2023. május 27. 17:45 (CET) |

| Coventry City                           | 1–1 (h. u.)       | Luton Town                              |
| --------------------------------------- | ----------------- | --------------------------------------- |
| Hamer 66'                               | (0–1) Jegyzőkönyv | Clark 23'                               |
| Büntetőpárbaj                           |                   |                                         |
| Godden Gyökeres Sheaf Eccles Kelly Dabo | 5–6               | Morris Taylor Nakamba Clark Berry Potts |

| Wembley Stadion, London Nézőszám: 85 711 Játékvezető: Michael Oliver |

## Statisztika

### Gólok
| Helyezés | Játékos           | Csapat           | Gólok |
| -------- | ----------------- | ---------------- | ----- |
| 1        | Chuba Akpom       | Middlesbrough    | 28    |
| 2        | Viktor Gyökeres   | Coventry City    | 21    |
| 3        | Carlton Morris    | Luton Town       | 20    |
| 4        | Joël Piroe        | Swansea City     | 19    |
| 5        | Tom Bradshaw      | Millwall         | 17    |
| 5        | Nathan Tella      | Burnley          | 17    |
| 7        | Zian Flemming     | Millwall         | 15    |
| 8        | Amad Diallo       | Sunderland       | 14    |
| 8        | Ben Brereton Díaz | Blackburn Rovers | 14    |
| 8        | Iliman Ndiaye     | Sheffield United | 14    |
| 8        | Jerry Yates       | Blackpool        | 14    |

#### Mesterhármasok
| Játékos         | Csapat          | Ellendél             | Eredmény | Dátum                |
| --------------- | --------------- | -------------------- | -------- | -------------------- |
| Óscar Estupiñán | Hull City       | Coventry City        | 3–2 (H)  | 2022. augusztus 27.  |
| Scott Hogan     | Birmingham City | West Bromwich Albion | 3–2 (V)  | 2022. szeptember 14. |
| Tom Bradshaw    | Millwall        | Watford              | 3–0 (H)  | 2022. október 19.    |
| Zian Flemming   | Millwall        | Preston North End    | 4–2 (V)  | 2022. november 12.   |
| Chuba Akpom     | Middlesbrough   | Wigan Athletic       | 4–1 (H)  | 2022. december 26.   |
| Nathan Tella    | Burnley         | Preston North End    | 3–0 (H)  | 2023. február 11.    |
| Tom Bradshaw    | Millwall        | Sheffield United     | 3–2 (H)  | 2023. február 18.    |
| Nathan Tella    | Burnley         | Hull City            | 3–1 (V)  | 2023. március 15.    |

### Gólpasszok
| Helyezés | Játékos         | Csapat               | Gólpasszok |
| -------- | --------------- | -------------------- | ---------- |
| 1        | Jack Clarke     | Sunderland           | 12         |
| 1        | Viktor Gyökeres | Coventry City        | 12         |
| 3        | Ryan Giles      | Middlesbrough        | 11         |
| 4        | Gustavo Hamer   | Coventry City        | 10         |
| 4        | Ryan Manning    | Swansea City         | 10         |
| 4        | Iliman Ndiaye   | Sheffield United     | 10         |
| 7        | Ilias Chair     | Queens Park Rangers  | 9          |
| 7        | Ken Sema        | Watford              | 9          |
| 7        | John Swift      | West Bromwich Albion | 9          |

### Kapott gól nélküli meccsek
| Helyezés | Játékos           | Csapat            | Mérkőzések száma |
| -------- | ----------------- | ----------------- | ---------------- |
| 1        | Ben Wilson        | Coventry City     | 22               |
| 2        | Ethan Horvath     | Luton Town        | 20               |
| 3        | Arijanet Murić    | Burnley           | 18               |
| 4        | Wes Foderingham   | Sheffield United  | 17               |
| 4        | Freddie Woodman   | Preston North End | 17               |
| 6        | Daniel Bachmann   | Watford           | 16               |
| 7        | Anthony Patterson | Sunderland        | 14               |
| 7        | John Ruddy        | Birmingham City   | 14               |
| 9        | Viktor Johansson  | Rotherham United  | 13               |
| 10       | Ryan Allsop       | Cardiff City      | 12               |
| 10       | George Long       | Millwall          | 12               |

### Egyéb
Játékos
- Legtöbb sárga lap: 14
  -  Hamza Choudhury (Watford)
  -  Andy Yiadom (Reading)
- Legtöbb piros lap: 2
  -  Marvin Ekpiteta (Blackpool)
  -  Wes Foderingham (Sheffield United)
  -  Gustavo Hamer (Coventry City)
  -  Hassane Kamara (Watford)
  -  Gabriel Osho (Luton Town)

Csapat
- Legtöbb sárga lap: 109
  - Swansea City
- Legtöbb piros lap: 9
  - Blackpool
- Kevesebb sárga lap: 74
  - Hull City
- Kevesebb piros lap: 0
  - Birmingham City
  - Millwall
  - Queens Park Rangers

## Díjak

### Hónap díjai
| Hónap      | A hónap menedzsere | A hónap menedzsere | A Hónap játékosa | A Hónap játékosa | For.          |
| ---------- | ------------------ | ------------------ | ---------------- | ---------------- | ------------- |
| Augusztus  | Paul Heckingbottom | Sheffield United   | Óscar Estupiñán  | Hull City        | [ 34 ]        |
| Szeptember | Paul Heckingbottom | Sheffield United   | Carlton Morris   | Luton Town       | [ 35 ] [ 36 ] |
| Október    | Vincent Kompany    | Burnley            | Jerry Yates      | Blackpool        | [ 37 ] [ 38 ] |
| November   | Mark Robins        | Coventry City      | Viktor Gyökeres  | Coventry City    | [ 39 ]        |
| December   | Vincent Kompany    | Burnley            | Chuba Akpom      | Middlesbrough    | [ 40 ] [ 41 ] |
| Január     | Vincent Kompany    | Burnley            | Ian Maatsen      | Burnley          | [ 42 ]        |
| Február    | Vincent Kompany    | Burnley            | Tom Bradshaw     | Millwall         | [ 43 ]        |
| Március    | Michael Carrick    | Middlesbrough      | Viktor Gyökeres  | Coventry City    | [ 44 ]        |